# (526) Jena
Jena és el nom que rep l'asteroide número 526, situat al cinturó d'asteroides. Fou descobert per l'astrònom Max Wolf des de l'Observatori de Heidelberg-Königstuhl, (Alemanya), el 27 d'octubre del 1899.